# Filmåret 1940

## Årets filmer

### A - G
- Alle man på post
- Allt detta och himlen därtill
- Andy Hardy och oskulden
- Beredskapspojkar
- Blyge Anton
- Brevet
- Dark Command
- De färdas om natten
- Den blomstertid ...
- Den evige juden
- Den lilla butiken
- Den osynlige mannens återkomst
- Det ligger i blodet
- Diktatorn[1]
- Dimmornas bro
- En dag i vilda västern
- En flicka hela da'n
- En man för Elizabeth
- En sjöman till häst
- En skön historia
- En, men ett lejon!
- Ett brott
- Familjen Björck
- Fantasia
- Flykt undan våldet
- Frank James hämnd
- Frestelse
- Få äro utvalda
- Förbannelsens hus
- Gentleman att hyra

### H - N
- Hanna i societén
- Hans Nåds testamente
- Hennes melodi
- Hjältar i gult och blått
- I Lapplandsbjörnens rike
- Jag älskar dig åter
- Jud Süss
- Jul i juli
- Juninatten
- Karl för sin hatt
- Karusellen går
- Kitty Foyle - ung modern kvinna
- Knute Rockne - All American
- Kronans käcka gossar
- Kyss henne!
- Lillebror och jag
- Man och kvinna
- Mannen med järnnävarna
- Mannen som alla ville mörda
- Med dej i mina armar
- Med livet som insats
- Min man har en väninna
- Mormonernas kamp
- Mr Sarto gör razzia
- Nattens vargar
- Nordvästpassagen

### O - U
- Pinocchio[2]
- Rebecca
- Reuter meddelar
- Romans
- Skarpskytten i Arizona
- Skojare gör karriär
- Sköna juveler
- Snurriga familjen
- … som en tjuv om natten
- Stora famnen
- Stål
- Swing it, magistern![3]
- Tante Pose
- Tom får sparken
- Tösen från Stormyrtorpet, originaltitel Suotorpan tyttö
- Utrikeskorrespondenten

### V - Ö
- Vi jazzkungar
- Vi Masthuggspojkar
- Vi tre
- Vildmarkens sång
- Vit kvinna i djungeln
- Vredens druvor
- Västkustens hjältar
- Åh, en så'n advokat
- Än en gång Gösta Ekman
- Änglar över Broadway

## Födda
- 14 januari – Trevor Nunn, brittisk regissör.
- 22 januari – John Hurt, brittisk skådespelare.
- 27 januari – James Cromwell, amerikansk skådespelare.
- 23 februari – Peter Fonda, amerikansk skådespelare och regissör.
- 28 februari – Joe South, amerikansk popmusiker.
- 6 mars – Bernt Ström, svensk skådespelare.
- 10 mars – Chuck Norris, amerikansk skådespelare.
- 16 mars – Bernardo Bertolucci, italiensk filmregissör.
- 26 mars – James Caan, amerikansk skådespelare.
- 9 april – Mona-Lis Hässelbäck, svensk skådespelare.
- 12 april – Herbie Hancock, amerikansk jazzmusiker, pianist och kompositör.
- 18 april – Märit Andersson, svensk regissör, TV-producent och journalist.
- 25 april – Al Pacino, amerikansk skådespelare.
- 30 april – Burt Young, amerikansk skådespelare.
- 3 maj – Peter Kneip, svensk skådespelare.
- 5 maj
  - Lance Henriksen, amerikansk skådespelare.
  - Lasse Åberg, svensk regissör, skådespelare, konstnär och musiker.
- 7 maj
  - Harry Klynn, grekisk skådespelare, manusförfattare och komiker.
  - Vassilis N. Triandafilidis, grekisk skådespelare, komiker och manusförfattare.
- 9 maj – James L. Brooks, amerikansk manusförfattare, regissör och producent.
- 16 maj – Mathias Henrikson, svensk skådespelare.
- 1 juni – René Auberjonois, amerikansk skådespelare.
- 20 juni – John Mahoney, brittisk-amerikansk skådespelare.
- 7 juli – Maud Elfsiö, svensk skådespelare.
- 11 juli – Anita Wall, svensk skådespelare.
- 13 juli – Patrick Stewart, brittisk skådespelare.
- 18 juli – James Brolin, amerikansk skådespelare.
- 22 juli – Vera Tschechowa, tysk skådespelare.
- 31 juli – Elisabeth Odén, svensk skådespelare.
- 11 augusti – Rolf Skoglund, svensk skådespelare.
- 19 augusti – Jill St. John, amerikansk skådespelare, Bondbrud.
- 11 september – Brian De Palma, amerikansk filmregissör.
- 16 september – Lillebil Ankarcrona, svensk skådespelare.
- 22 september – Anna Karina, dansk-fransk fotomodell och skådespelare.
- 12 oktober – Esko Salminen, finländsk skådespelare.
- 13 oktober – Ingeborg Nyberg, svensk sångerska och skådespelare.
- 14 oktober – Cliff Richard eg. Harry Roger Webb, brittisk rock- och populärsångare, skådespelare.
- 15 oktober – Kari Sylwan, svensk dansare, koreograf, pedagog och skådespelare.
- 19 oktober – Michael Gambon, brittisk skådespelare.
- 26 oktober – Hans Wigren, svensk skådespelare och manusförfattare.
- 1 november – Jon Skolmen, norsk skådespelare och författare.
- 22 november – Terry Gilliam, amerikansk filmregissör.
- 27 november – Bruce Lee, kinesisk-amerikansk filmskådespelare och kampsportsexpert.
- 29 november – Monica Stenbeck, svensk skådespelare.
- 14 december – Oddvar Bull Tuhus, norsk regissör.
- 30 december
  - Christer Dahl, svensk regissör, manusförfattare, författare och producent.
  - Birgitta Palme, svensk skådespelare, regissör och teaterchef.
- 31 december – Jan Tiselius, svensk skådespelare.

## Avlidna
- 17 april – Katharina Schratt, 86, österrikisk skådespelare.
- 1 juli – Ben Turpin, 70, amerikansk stumfilmsskådespelare.
- 11 oktober – Julia Håkansson, 87, svensk skådespelare.
- 8 november – Georg Blickingberg, 62, svensk skådespelare.

### Fotnoter
1. ↑  IMDB, läst 29 februari 2012
2. ↑  IMDB, läst 1 mars 2012
3. ↑  IMDB, läst 1 mars 2012